# Dammarie-en-Puisaye
Dammarie-en-Puisaye – miejscowość i gmina we Francji, w Regionie Centralnym, w departamencie Loiret.
Według danych na rok 1990 gminę zamieszkiwało 181 osób, a gęstość zaludnienia wynosiła 7 osób/km² (wśród 1842 gmin Regionu Centralnego Dammarie-en-Puisaye plasuje się na 958. miejscu pod względem liczby ludności, natomiast pod względem powierzchni na miejscu 464.).